# Tanah Periuk (Tanah Sepenggal Lintas)
Tanah Periuk is een bestuurslaag in het regentschap Bungo van de provincie Jambi, Indonesië. Tanah Periuk telt 3771 inwoners (volkstelling 2010).